# Heinz Lampe

Heinz Lampe

Heinz Lampe (* 14. Januar 1896 in Brake in Oldenburg; † 2. Juli 1951 in Berscheid) war ein deutscher Politiker (NSDAP) und SA-Führer.

## Leben
Nach dem Besuch einer Volksschule wurde Heinz Lampe an einer kaufmännischen Handelsschule bis 1912 ausgebildet. Anschließend war er zwei Jahre lang bis März 1914 als Kaufmann in Übersee tätig. Am 1. April 1914 trat er als Freiwilliger in die Marine ein und kämpfte von August 1914 bis November 1918 im Ersten Weltkrieg. Zuletzt war er Leutnant der Marine-Artillerie d. R.
Nach dem Ausbruch der Novemberrevolution von 1918 schloss sich einem Freikorps an, beteiligte Lampe sich zunächst an Kämpfen im Baltikum, schloss sich dann dem Grenzschutz in Oberschlesien an. Mit der Marine-Brigade Ehrhardt beteiligte er sich schließlich im März 1920 am rechtsgerichteten Kapp-Putsch gegen die Regierung der Weimarer Koalition. Nach dem Scheitern des Putsches wurde er ins Reichswehrschützen-Regiment Nr. 9 übernommen, um dann zur Schutzpolizei überzuwechseln, bei der er bis 1923 blieb. Wegen der Beteiligung am Kampf gegen die französischen Besatzungstruppen im Ruhr-Gebiet wurde Lampe – wohl von einem französischen Militärgericht – zu einer achtjährigen Zwangsarbeitsstrafe verurteilt. Nach seiner Haftentlassung war er erneut kaufmännisch tätig.
1926 trat Lampe in die SA ein, in der er ab 1. Dezember 1931 im Rang eines SA-Standartenführers die Dienststellung des Stabsführers der SA-Untergruppe Essen bis zum 14. September 1933 bekleidete. Zum 1. August 1930 schloss er sich der NSDAP an (Mitgliedsnummer 286.388). Vom 15. September 1933 bis zum 14. Dezember 1933 war er Führer der SA-Standarte 58 (Essen). Anschließend war er vom 15. Dezember 1933 bis zum 14. April 1935 mit der Führung der SA-Brigade 245 (Krefeld) beauftragt und zugleich SA-Standortführer für den Standort Krefeld. Am 20. Februar 1934 wurde er zum SA-Oberführer befördert. Nachdem er ab 15. April 1935 mit der Führung der SA-Brigade 76 (Aachen) beauftragt worden war, erfolgte am 20. April 1936 seine Ernennung zum SA-Brigadeführer. Er führte diese Brigade noch bis zum 30. Juni 1938, wurde Ratsherr der Stadt Aachen und übernahm, ebenfalls in Aachen, das Amt des Direktors der Aachener Kleinbahn-Gesellschaft AG und der Rheinischen Elektrizitäts- und Kleinbahnen-Aktiengesellschaft.
Von März 1936 bis zum Ende der Zeit des Nationalsozialismus im Frühjahr 1945 saß Lampe als Abgeordneter für den Wahlkreis 20 (Köln-Aachen) im nationalsozialistischen Reichstag.
Im September 1939 wurde er zur Kriegsmarine eingezogen und wurde 1943 Korvettenkapitän d. R.